# Шкодер (місто)
Шкодер (Шкодра) (алб. Shkodër, ˈʃkɔdəɾ; Shkodra, ˈʃkɔdɾa; італ. Scutari; тур. İşkodra) — найдавніше місто Албанії, яке розташоване на березі Скадарського озера за 20-ть км від Адріатичного моря, поблизу злиття річок Дрин і Буни. Найбільший економічний і культурний центр на півночі Албанії. Важливий культурний центр Албанії в XIX столітті.
Четверте за величиною місто в Албанії. Станом на 2011 рік населення міста становило 135 612 осіб. Є адміністративним центром області Шкодер і округу Шкодер. За 13 км від міста пролягає державний кордон з Чорногорією. 
Одне з найдавніших і найвідоміших міст Албанії з багатою історико-культурною спадщиною ще з часів Старої Сербії.

## Походження назви
Назва Шкодер вперше зустрічається в давнину у вигляді Skodra (латинська: Scodra, давньогрецька: Σκόδρα), а також у вигляді грецького слова Σκοδρινῶν, знайденого на монетах II століття до нашої ери. Її остаточне походження невідоме.
Подальший розвиток назви був предметом обговорення серед лінгвістів щодо мовного походження албанців та албанської мови.
Назва була адаптована італійською як Scutari; у такому вигляді вона також широко використовувалася англійською мовою до XX століття. Сербсько-хорватською Шкодер знаний як Скадар, а турецькою — як İşkodra.

## Історія
Шкодерська фортеця була заснована в IV столітті до н. е іллірійським племенем лабеатів. У 168 р. до н. е місто було захоплене римлянами, після чого стало розвиватися як важливий торговельний та військовий центр. Не пізніше VII ст. до н. е. навколо міста стали активно розселитися слов'янські племена. Надалі місто входило в межі великого слов'янського князівства Дукля (з центром у сучасній Чорногорії). Історія міста X—XV століття пов'язана з розвитком середньовічних сербських держав Рашка і Зета.
У 1479 році місто захопили турки, перед цим воно витримало дві великі облоги 1474 і 1478 років. Опором керував албанський князь Лека Дукаджині, наступник Георга Скандербега. Місто було розорене і жителі його покинули.
У рамках Османської імперії Шкодер був центром спочатку однойменного вілаєту, а потім санджаку, залишаючись протягом усього періоду для імперії важливим політико-адміністративним, військовим, ремісничим і торговим центром, широко відомим на всьому Балканському півострові і в Італії.
З 1757 по 1831 роки Шкодер був столицею Шкодерського пашалиха на чолі з династією Бушаті і фактично відділився від Османської імперії, перебуваючи до неї лише в формальній залежності від неї.
У XVIII—XIX ст. шкодерські правителі були як і вірні Османській імперії, так і повставати проти неї; перебували майже в постійних військових конфліктах з сусідньою Чорногорією, яка поступово розширювала свої кордони за рахунок Шкодерського пашалика. У зв'язку з цим з 1840-1850-х років Шкодер зайняв важливе місце в рамках Східного питання, і в ньому були відкриті дипломатичні представництва всіх великих держав.
У XIX ст. Шкодер стає одним з найважливіших центрів культурного та політичного відродження албанців. Саме тут друкувалися перші альбанські газети та журнали.

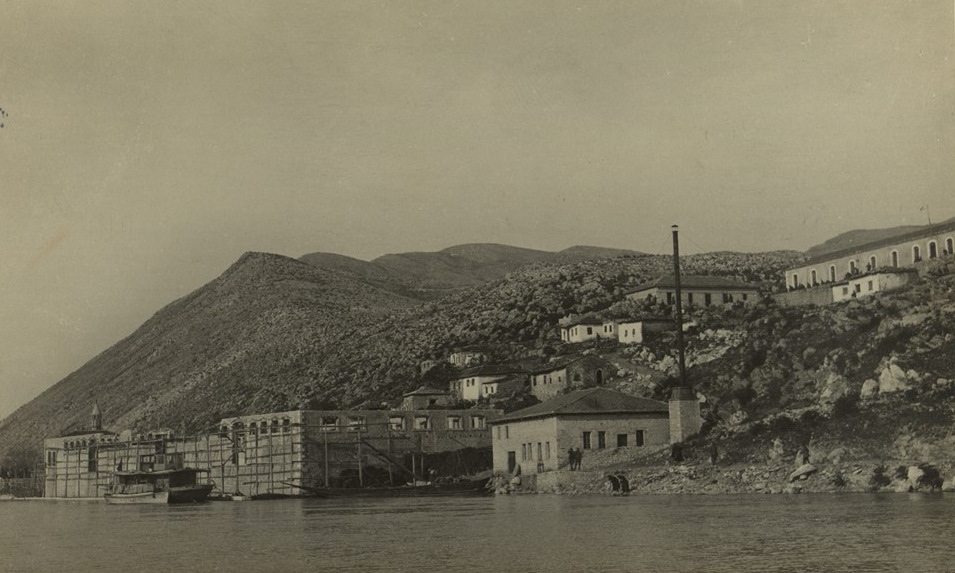
Шкодер під час Першої Балканської війни

Разом з тим Шкодер був ключовим центром католицизму в північній Албанії, тут розміщувалась резиденція католицького архиєпископа. 1867 року в Шкодері був побудований католицький кафедральний собор.
У ході Першої балканської війни 1912 року Шкодер був атакований чорногорськими та сербськими військами. Зазнавши поразки при спробі нападу, чорногорці розпочали планомірну облогу. Керівником шкодерського гарнізону був албанський аристократ Есад-паша Топтані, який ненавидів турок у цілому і млодотурок — особливо. Він цілеспрямовано не протидіяв антиосманському повстанню, яке розпочалось у Мірдіті та центральній Албанії. Повстання було організовано за підтримки Королівства Чорногорії, емісари якого здійснювали зв'язок з повстанцями саме через Шкодер. Обережний Есад-паша вичікував слушного моменту, щоб повернути зброю проти Османської імперії. Цілих сім місяців він успішно обороняв Шкодер. Понад 10 000 чорногорців загинули під стінами фортеці Розафа. Нарешті, в квітні 1913 року Есад-паша здав фортецю та Шкодер кронному принцу Чорногорії Данилу ІІ Негоші, уклавши угоду з чорногорським командуванням, згідно з яким вивів весь вірний йому особовий склад зі зброєю та боєприпасами і приєднався до албанських супротивників у центральній Албанії.
За планами Сербії, Шкодер повинен був бути приєднаний до неї як частини Старої Сербії разом з Метохією, Косовом та Вардарською Македонією. Одним з основних для цього було наявність великої кількості корінного сербського населення як у самому місті, так і на його околицях. Однак, за рішенням Лондонської конференції великих держав, у травні 1913 року, Шкодер включили до складу новоствореної держави Албанія.
Під час Першої світової війни Шкодер перебував під окупацією з боку Австро-Угорщини (1916—1918 рр.). 1918 року був звільнений французькими військами, і в 1919 році знову переданий Албанії.
Шкодер був центром демократичних рухів 1921—1924 років. Демократична опозиція здобула більшість голосів за Конституційну Асамблею, а 31 травня 1924 року демократичні сили отримали владу в місті.
За переписом 1924 року в місті проживало 20 тис. осіб, у 1938 — вже 29 тисяч. З 1924 по 1939 рік Шкодер мав повільний промисловий розвиток, були відкриті невеликі заводи, що виробляли харчові продукти, текстиль та цемент. Їх кількість зросла з 43 у 1924 році до 70 у 1938 році.
Шкодер був місцем католицького архієпископа і мав ряд релігійних шкіл. Тут було відкрито першу школу в 1913 році, а державна гімназія була відкрита в 1922 році. Це був центр багатьох культурних об'єднань. У спорті Шкодер було першим містом в Албанії, утворивши спортивну асоціацію — «Влазнія» (братство). Влазнія — найстаріший спортивний клуб в Албанії.
На початку 1990-х років Шкодер знову був головним центром, на цей раз демократичного руху, який врешті-решт повалив комуністичний режим, створений Енвером Ходжою. У пізніших 2000-х роках (десятиліття) місто починає відродження, коли прокладено основні вулиці, відреставровані будівлі та перейменовано вулиці. У грудні 2010 року Шкодер та його околиці зазнали одного з найбільших затоплень за останні 100 років. 2011 року був побудований новий міст через річку Буна, який замінив старий міст поблизу.

## Географія
Шкодер є найбільшим містом на півночі Албанії і розташований на східній стороні озера Шкодер, у південній частині рівнини Мбишкойдрі, між річками Дрин і Буною. Озеро Шкодер лежить на кордоні Албанії та Чорногорії. Це найбільше озеро в Південній Європі. Річка Буна зв'язує озеро з Адріатичним морем, а річка Дрин забезпечує зв'язок з Охридським озером.
Озеро Шкодер має 48 видів риб, з яких 15 ендемічних. Найвідоміші з них: верховодка, вугор, кефаль, коники та інші. Особливо цікава верховодка, оскільки живе суто в Скадарському озері. У поєднанні з вином Crmnicko ця риба являє собою кулінарну особливість Шкодера.

### Клімат
По класифікації клімату Кеппена Шкодер має середземноморський клімат (Csa), який у липні достатньо вологий, щоб бути субтропічним кліматом (CFA); середня річна температура в місті коливається від 14,5 ° С (58,1 °F) до 16,8 °C (62,2 °F). Температура в січні коливається від 1,4 °C (34,5 °F) до 9,8 °C (49,6 °F); в серпні, з 19,3 °C (66,7 °F) до 32,4 °C (90,3 °F). Середньорічні опади — близько 1700 міліметрів (66,9 в), що робить цю територію однією з найвологіших у Європі.
| Клімат Шкодера (1981-2010) | Клімат Шкодера (1981-2010) | Клімат Шкодера (1981-2010) | Клімат Шкодера (1981-2010) | Клімат Шкодера (1981-2010) | Клімат Шкодера (1981-2010) | Клімат Шкодера (1981-2010) | Клімат Шкодера (1981-2010) | Клімат Шкодера (1981-2010) | Клімат Шкодера (1981-2010) | Клімат Шкодера (1981-2010) | Клімат Шкодера (1981-2010) | Клімат Шкодера (1981-2010) | Клімат Шкодера (1981-2010) |
| Показник                   | Січ.                       | Лют.                       | Бер.                       | Квіт.                      | Трав.                      | Черв.                      | Лип.                       | Серп.                      | Вер.                       | Жовт.                      | Лист.                      | Груд.                      | Рік                        |
| Середній максимум, °C      | 9,8                        | 11,0                       | 14,8                       | 18,5                       | 24,2                       | 28,1                       | 32,1                       | 32,4                       | 27,5                       | 21,7                       | 14,9                       | 10,5                       | 20,5                       |
| Середня температура, °C    | 5,6                        | 6,6                        | 10,1                       | 13,8                       | 18,7                       | 22,3                       | 25,4                       | 25,8                       | 21,5                       | 16,5                       | 10,6                       | 7,0                        | 15,3                       |
| Середній мінімум, °C       | 1,4                        | 2,1                        | 5,2                        | 9,0                        | 13,2                       | 16,5                       | 18,7                       | 19,3                       | 15,5                       | 11,2                       | 6,4                        | 3,4                        | 10,1                       |
| Норма опадів, мм           | 161.8                      | 159.0                      | 142.1                      | 147.6                      | 86.4                       | 50.6                       | 34.1                       | 58.2                       | 190.9                      | 206.6                      | 229.8                      | 211.1                      | 1678.2                     |
| -------------------------- | -------------------------- | -------------------------- | -------------------------- | -------------------------- | -------------------------- | -------------------------- | -------------------------- | -------------------------- | -------------------------- | -------------------------- | -------------------------- | -------------------------- | -------------------------- |
| Джерело: meteo-climat      |                            |                            |                            |                            |                            |                            |                            |                            |                            |                            |                            |                            |                            |

## Населення
Шкодер — це четверте населене місто в Албанії та найбільше місто в окрузі Шкодер. За даними Інституту статистики (INSTAT), в округ Шкодер входять 217,375 осіб згідно з переписом населення 2011 року. Близько 197.357 (91.65 %) населення складають албанці, 694 (0,32 %) ашкалі та балканські єгиптяни, 282 (0,13 %) чорногорці та 13,665 (6,35 %) не оголошували свою етнічну приналежність.
Місто Шкодер було одним з найважливіших центрів для ісламських вчених та культурної та літературної діяльності в Албанії. Тут розміщені місця єдиних в Албанії установ, що забезпечують вищу освіту в арабській, турецькій та ісламській школах. Шкодер є центром римського католицизму в Албанії. Римсько-католицька церква представлена в Шкодері єпископським місцем митрополита Римсько-католицької Архиєпархії Шкодер-Пулт (Скутарі-Пулати) в Шкодерському соборі з нинішнім місцем переділу. За даними Інституту статистики (INSTAT), католики становлять близько 47 % населення, потім мусульмани (включаючи меншість Бекташі) — 45 %. Близько 1,5 % населення визначають як некатолицьких християн, 0,14 % атеїстів і 0,31 % ідентифікують себе як віруючі без деномінації.

## Адміністрація

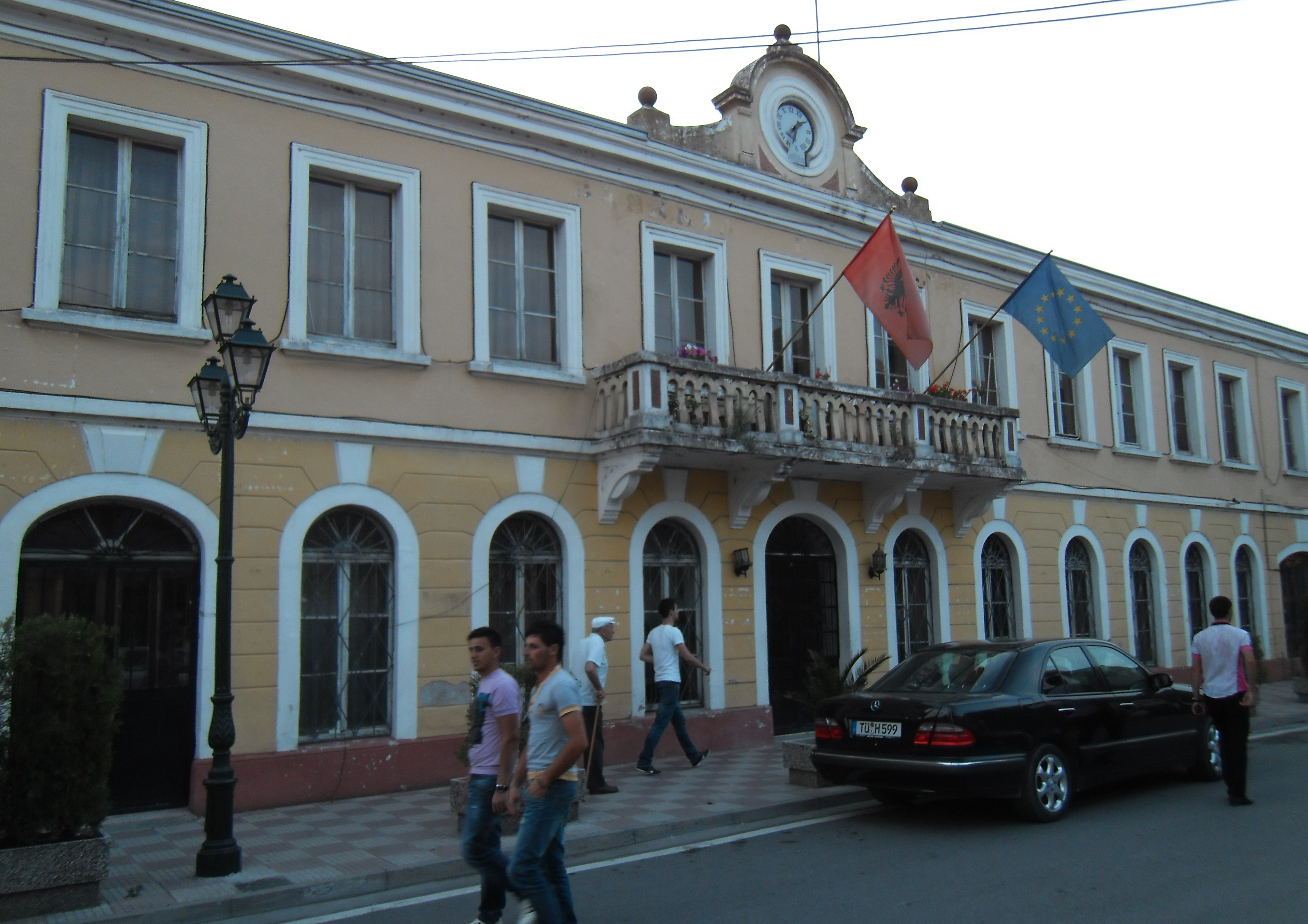
Ратуша Шкодера

Нинішній муніципалітет, який зараз простягається від Албанських Альп до Адріатичного моря, був сформований за результатами реформ місцевого самоврядування у 2015 році шляхом злиття колишніх муніципалітетів Ана е Маліт, Бредік, Дадж, Гюрі і Зі, Постріб, Пульт, Ретінат, Шале, Шкодер, Шош та Веліпоя, які стали муніципальними одиницями. Центр муніципалітету — місто Шкодер. Загальна чисельність населення становить 135 612 (перепис 2011 р.) Загальною площею 872,71 км². Населення колишнього муніципалітету на перепису 2011 року становило 77 075 осіб.

## Економіка
Основними видами діяльності промисловості в Шкодрі є переробка тютюну та виробництво сигарет, виробництво консервованих харчових продуктів, харчових продуктів на основі цукру, алкогольних напоїв та макаронних виробів, хліба, рису та рослинної олії. Основні види діяльності текстильної промисловості були зосереджені на одязі та шовковій продукції. Місто також має лісопереробний та паперовий завод. Найважливішими галузями машинобудування є виробництво дроту, виробництво ліфтів, монтаж автобусів та завод «Дріні».
За даними Світового банку, у 2011 році Шкодер посів 8-ме місце з 22 серед міст, у яких розвивається бізнес в Південно-Східній Європі після Тирани, Белграда та Сараєво.

## Інфраструктура

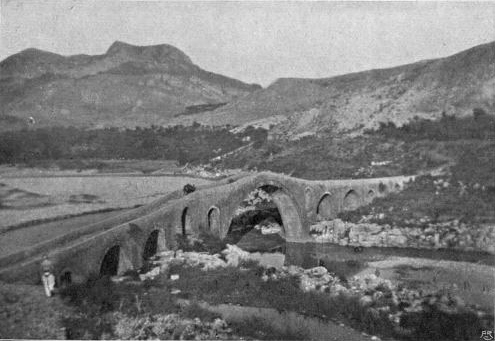
Міст Мес був побудований в 1770 році і є одним з найдовших османських мостів у регіоні.

Що стосується великого міста в північній частині Албанії, то воно є основним дорожнім вузлом між столицею Албанії, Тираною та чорногорською столицею Подгорицею. SH1 веде до албансько-чорногорського кордону при перетині кордону Хань і Хотіт. З Тирани на об'їзді Камза на північ, він проходить через Фуш-Круджа, Мілот, Лєжа, Шкодру і Коплік. Дорожній сегмент між Хані і Хотітом на чорногорському кордоні та Шкодрем було завершено в 2013 році як єдиний стандарт проїзної частини. Планувалося включити захисну греблю в озеро Шкодер, але роботи були заморожені через кілька років. Дорога продовжується в якості єдиної проїзної частини до Мілота і містить деякі неконтрольовані та небезпечні ділянки. SH5 починається від Шкодера до Морини.

## Культура
Шкодер — важливий освітньо-промисловий центр. Місто виробляє різні механічні та електричні компоненти, а також текстильні та харчові продукти. Університет Лугджі Гуракучі Шкодер є одним із найпрестижніших навчальних центрів Албанії. Публічна бібліотека міста містить понад 250 000 книг.
Іншими установами культури є Культурний центр, Марубі Фото Архів, Асоціація Художників та Письменників, Театр Мігені (імені Мілоша Джерджі Нікола), Галерея Мистецтв та Музей Історії. Історична культурна архітектура включає замок Розафа, турецьку лазню та Свинцеву мечеть. Замок Розафа став відомим під час першої Балканської війни, коли його захищали генерал-губернатор Хасан Ріца Паша та Есад Паша. Багато фестивалів відбуваються тут щорічно, таких як Карнавал, Дитячий фестиваль, День озера та Джаз-фест «Шкодер».

### Музика

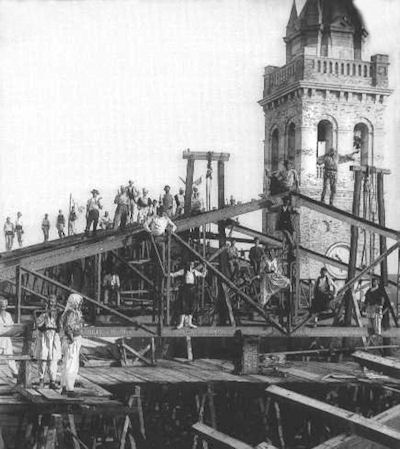
Будівництво катедрального собору ім. Св. Стефана у Шкодері.

Міські мелодії відрізняються від сільської музики землі, але обидві користуються популярністю в Шкодері. Північна музика — комбінація романтичних та витончених відтінків із східно-звучащими масштабами та постійної взаємодії головних та другорядних звуків. Вона має значну спорідненість із севадініке Боснії, але відрізняється від них у своїх екстремальних формах, зберігаючи типово албанську якість завдяки винятковій текучості ритму та темпу.
Ранні описи таких музичних колективів, що датуються наприкінці XIX століття, передбачають використання скрипки, кларнета, сазе, дефі, а часом індійського стилю гармонії та перкусії. Сьогодні аккордеон та гітару замінюють екзотичні інструменти. Серед найпопулярніших виконавців — Бік Ндоя, Лучій Мілоті, Ххевдет Хафізі та Буджар Камілі.

### Визначні місця
Місто та околиці відзначаються великою різноманітністю природних і культурних елементів. Найбільш привабливими кварталами міста, як правило, вважається П'яка, визначається як головний центр міста між статуями Матері Терези і Луїдь Гуракучі, а також Г'юндало, сусідство навколо однієї з найбільш мальовничих вулиць, що з'єднує Кафедральний собор у східному боці міста з серединою. Найвідоміша пам'ятка — це легендарний замок Розафа, відомий також як Розафаті. Скадарське озеро є найбільшим озером Південної Європи. Інше цікаве історичне місце — руїни Шурдаха (Сарда), середньовічного міста, розташованого всього за 15 кілометрів від Шкодер. Шундхах був побудований на вершині пагорбу на острові, приблизно 5 га в районі, оточеного водами річки Дрин (яка зараз переміщена, щоб сформувати штучне озеро). Близько 5 км (3 милі) на схід від Шкодера лежить середньовічна цитадель Дрішта.
Сама характерна зовнішність міста спричинена протиставленням стародавніх будинків та вузьких вулиць, з'єднаних з кам'яними стінами та сучасними будівлями. Після Другої світової війни деякі будівлі Шкодера були перебудовані на ширших вулицях для розміщення автомобільного руху, постійно будуються нові житлові будинки.
Визначні місця включають: замок Розафа, міст Мес, Свинцеву мечеть, мечеть Ебу Бекер, Шкодерська катедра, православний собор Шкодер, церкву Кратул і Ширдж.

## Відомі особистості

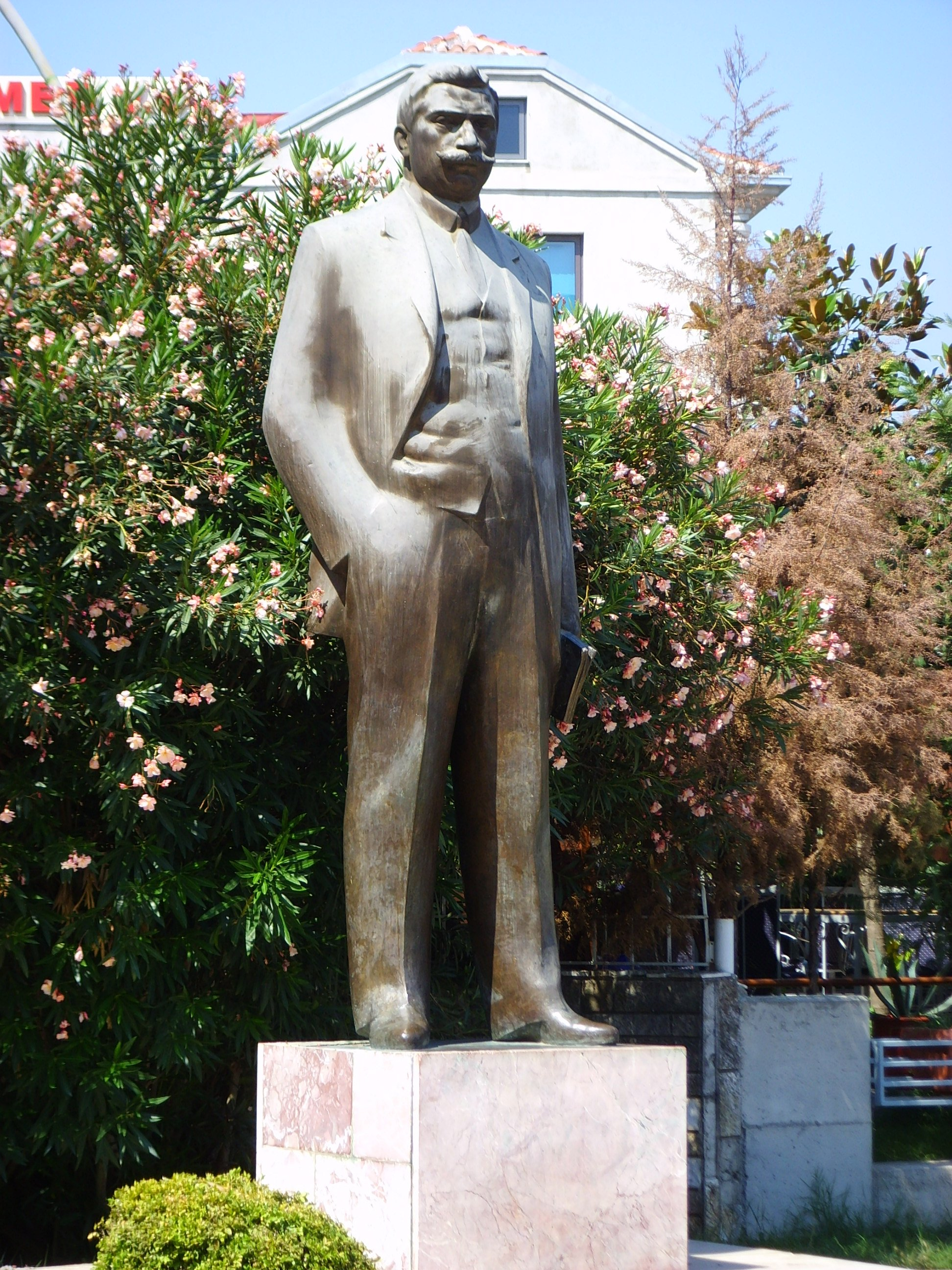
Пам'ятник Луїдь Гуракучі у Шкодері

У місті народились або тривалий час проживали:
- Луїдь Гуракучі — албанський письменник, поет, лінгвіст, діяч національного визволення і політик.
- Еліс Гурі — албанський і болгарський спортсмен.
- Кола Ідромено — албанський художник, живописець, архітектор.
- Тінка Курті — албанська акторка. Народна артистка Албанії.
- Войо Куші — албанський і югославський комуніст.
- Ндре Мьєда — албанський поет, лірик, лінгвіст.
- Жозефіна Топаллі — албанський політик.

## Міжнародна співпраця
Шкодер має 3 міста побратими, такі як:
- Ульцинь,  Чорногорія
- Джяковіца,  Косово
- Подгориця,  Чорногорія

З 2 містами Шкодер співпрацює без укладення договору:
- Призрен,  Косово
- Скоп'є,  Північна Македонія

## Галерея

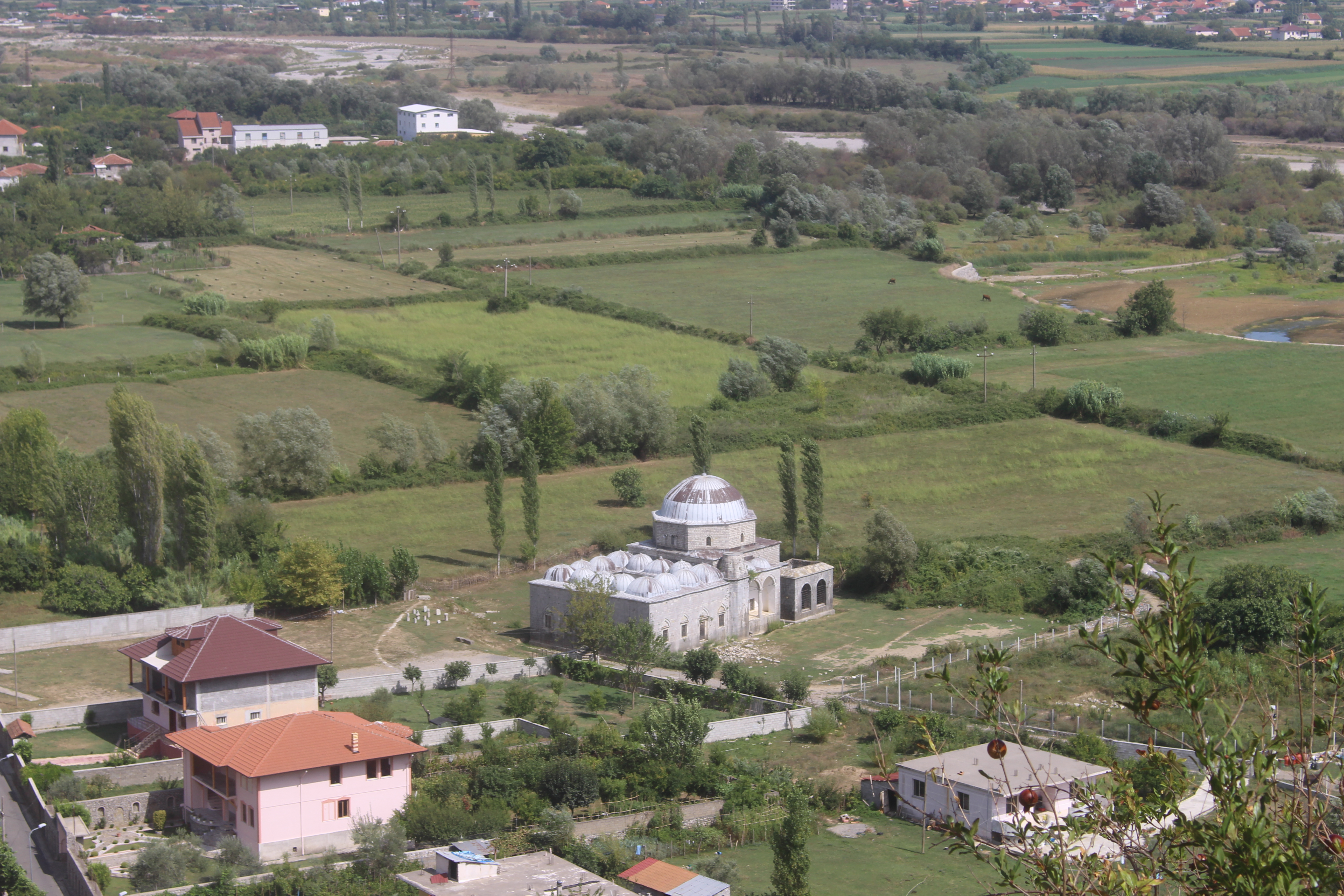
Свинцева мечеть
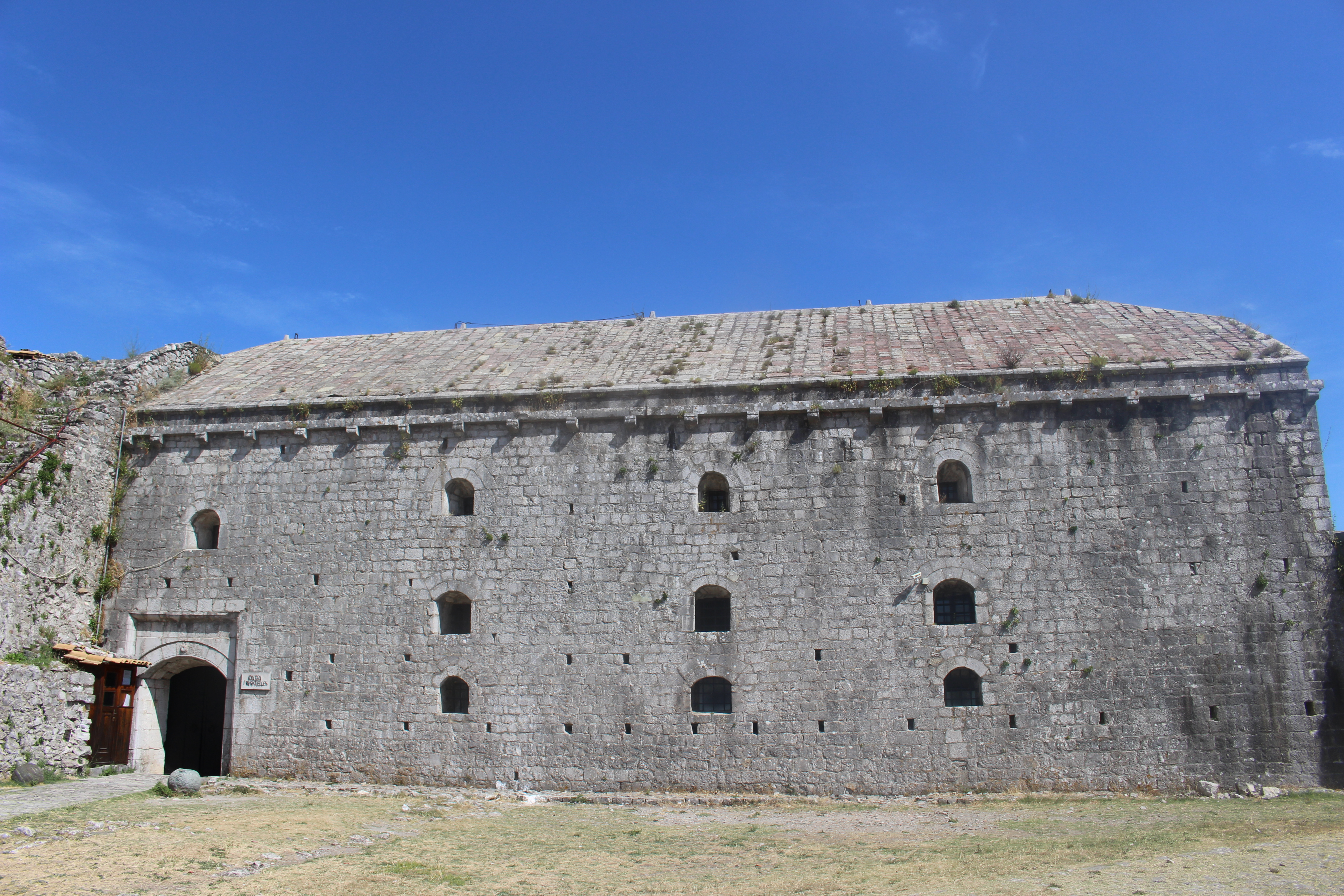
Музей фортеці Розафа
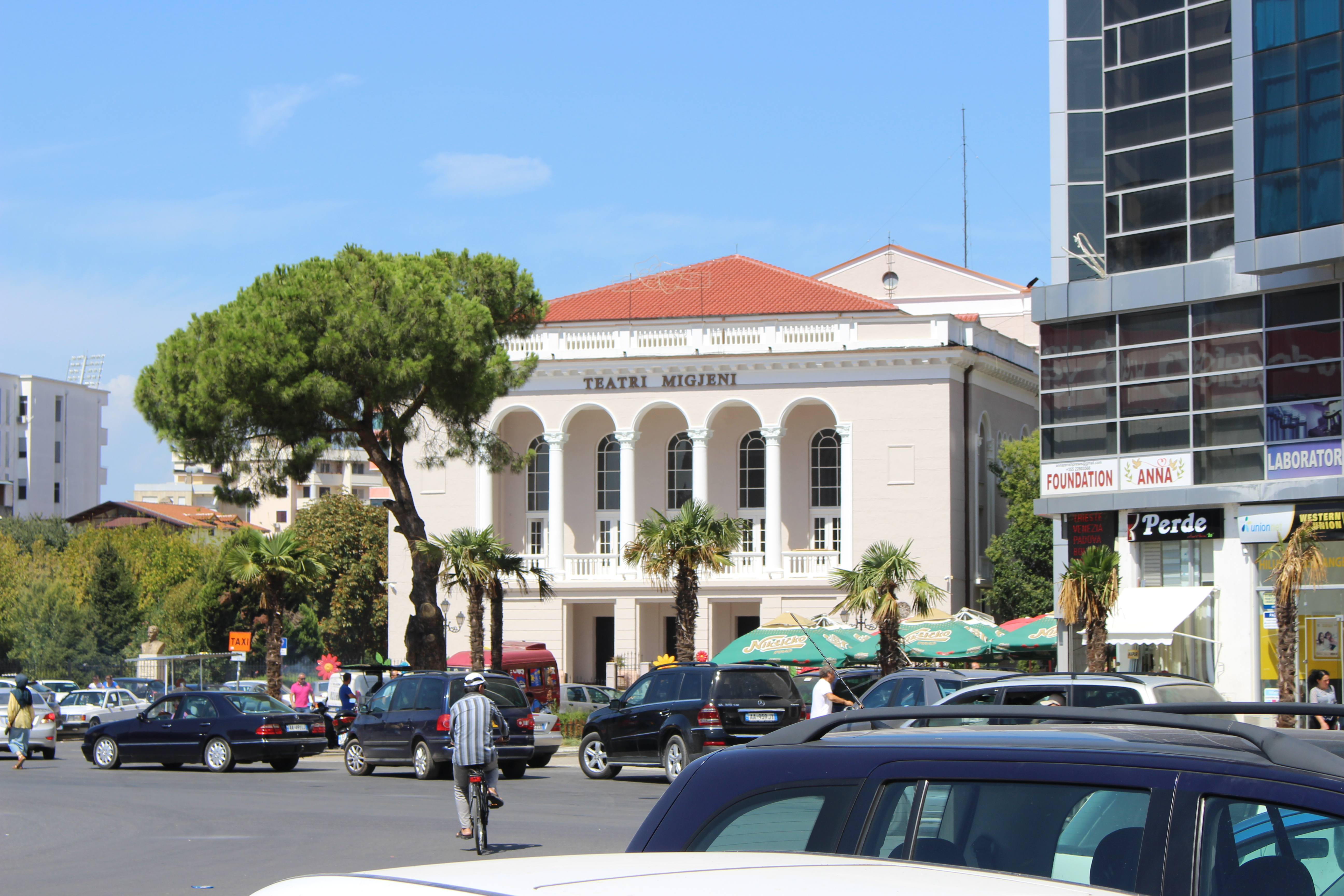
Театр Мігені
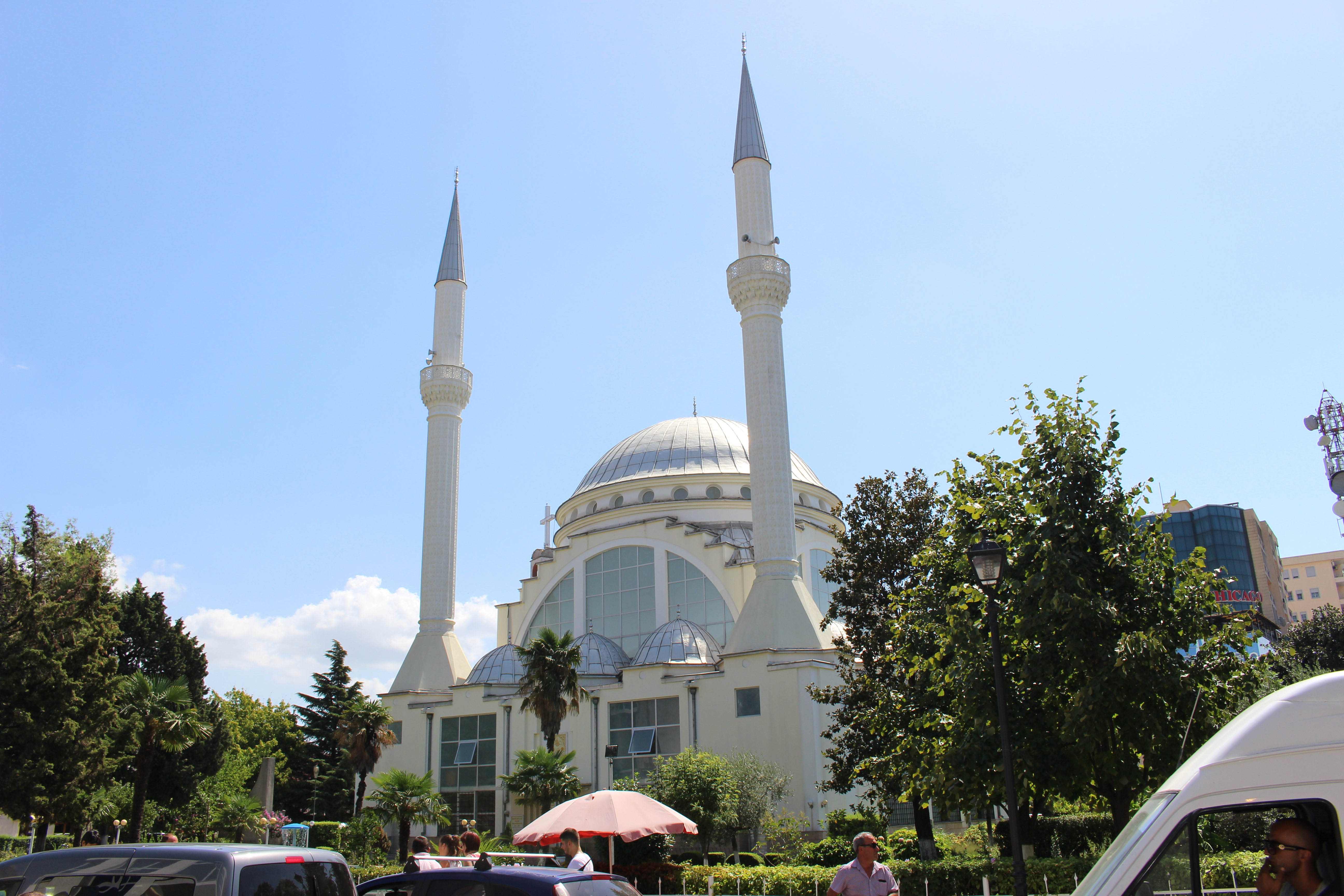
Мечеть Шейха Заміла Абдулли Аль-Заміля
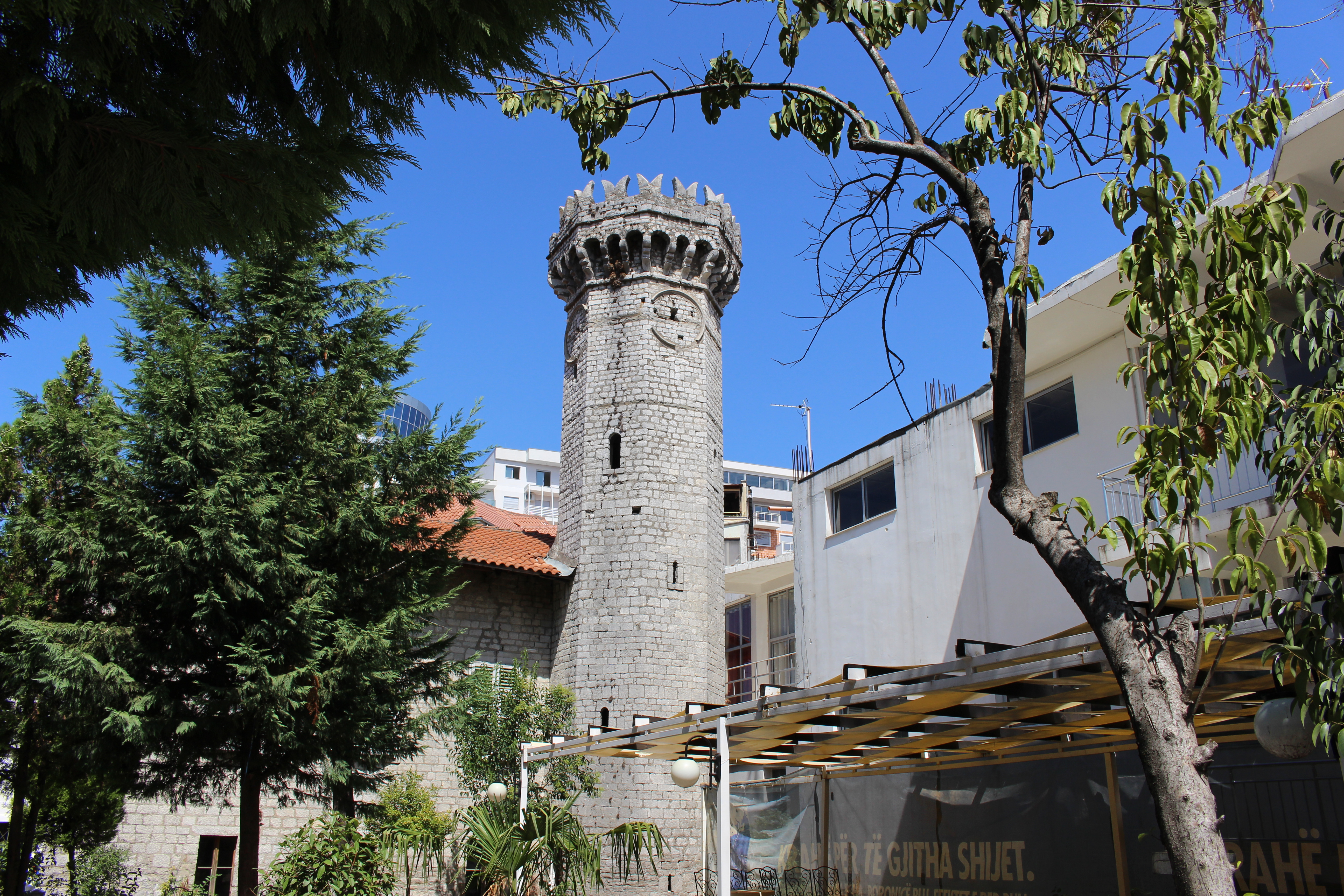
Часова башта Шкодера
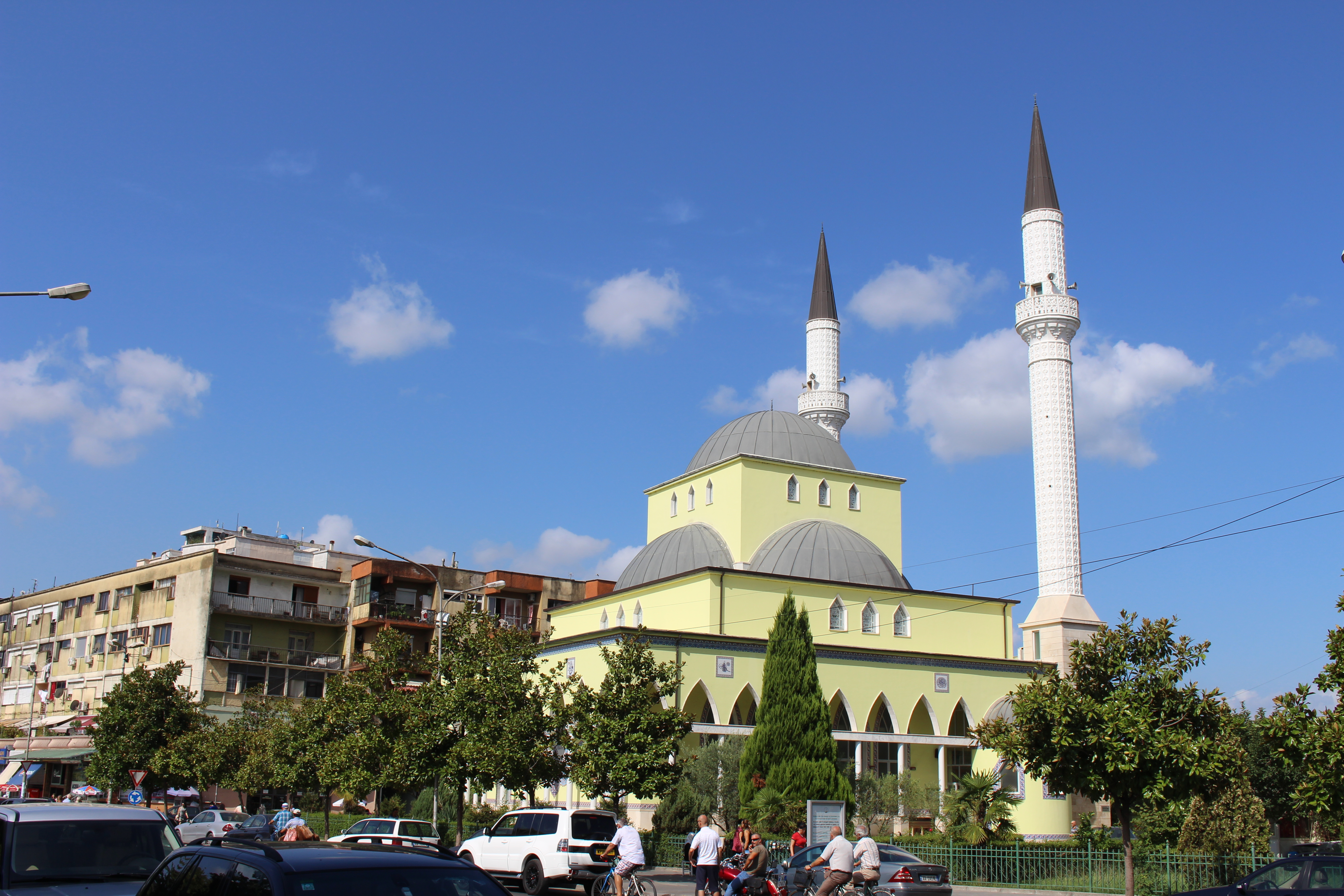
Мечеть Parruca
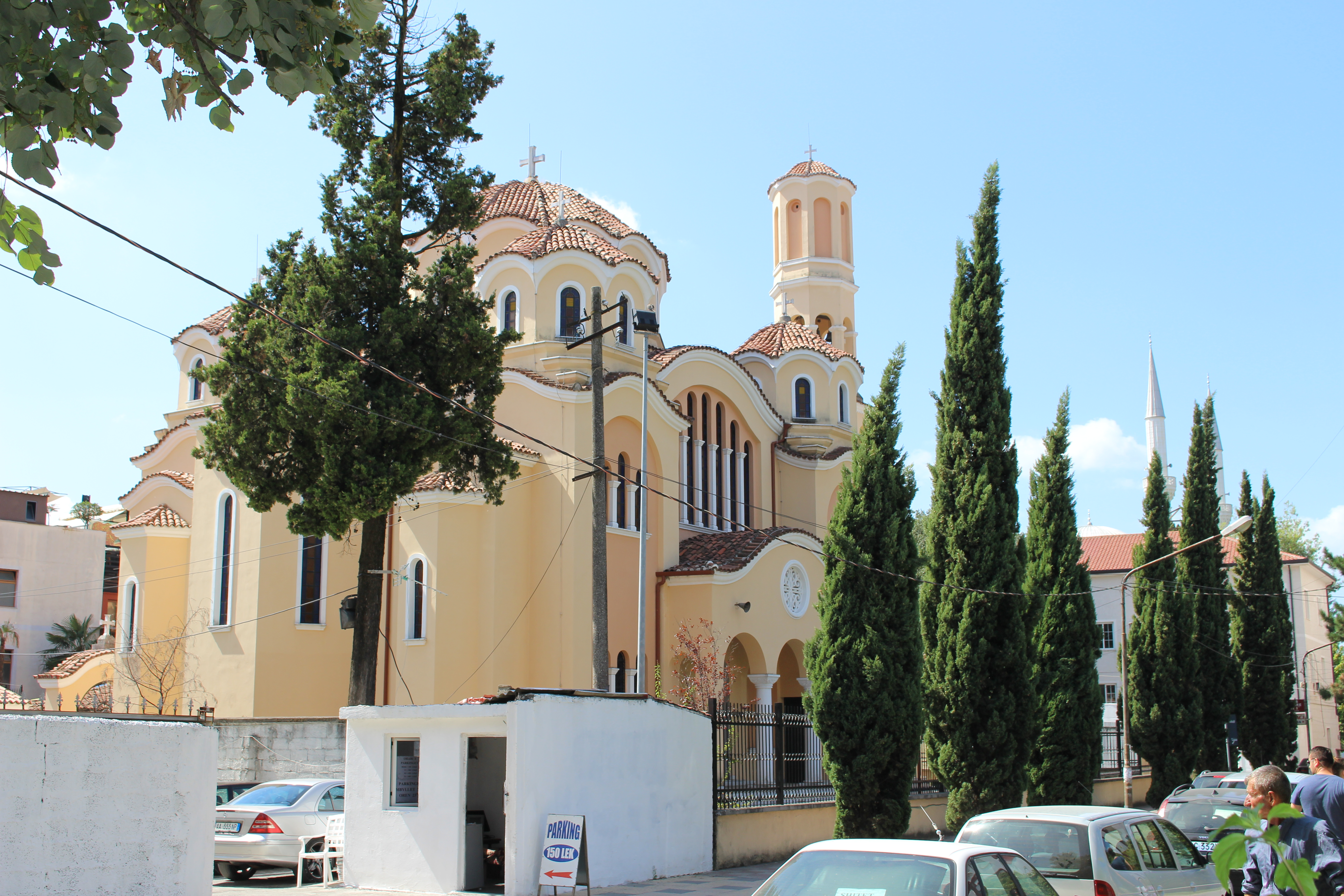
Православний храм імені Олександра Невського
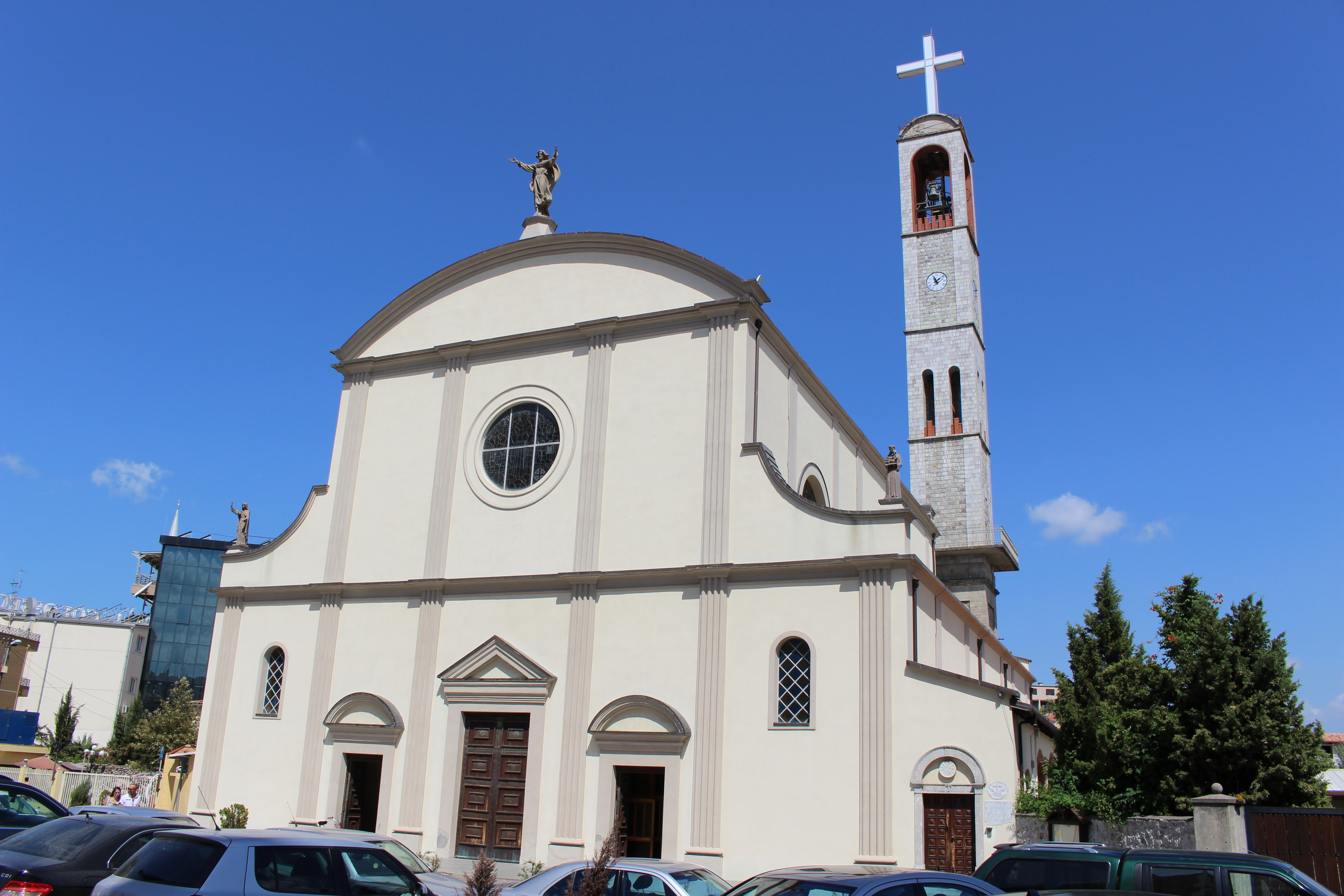
Собор Святого Стефана
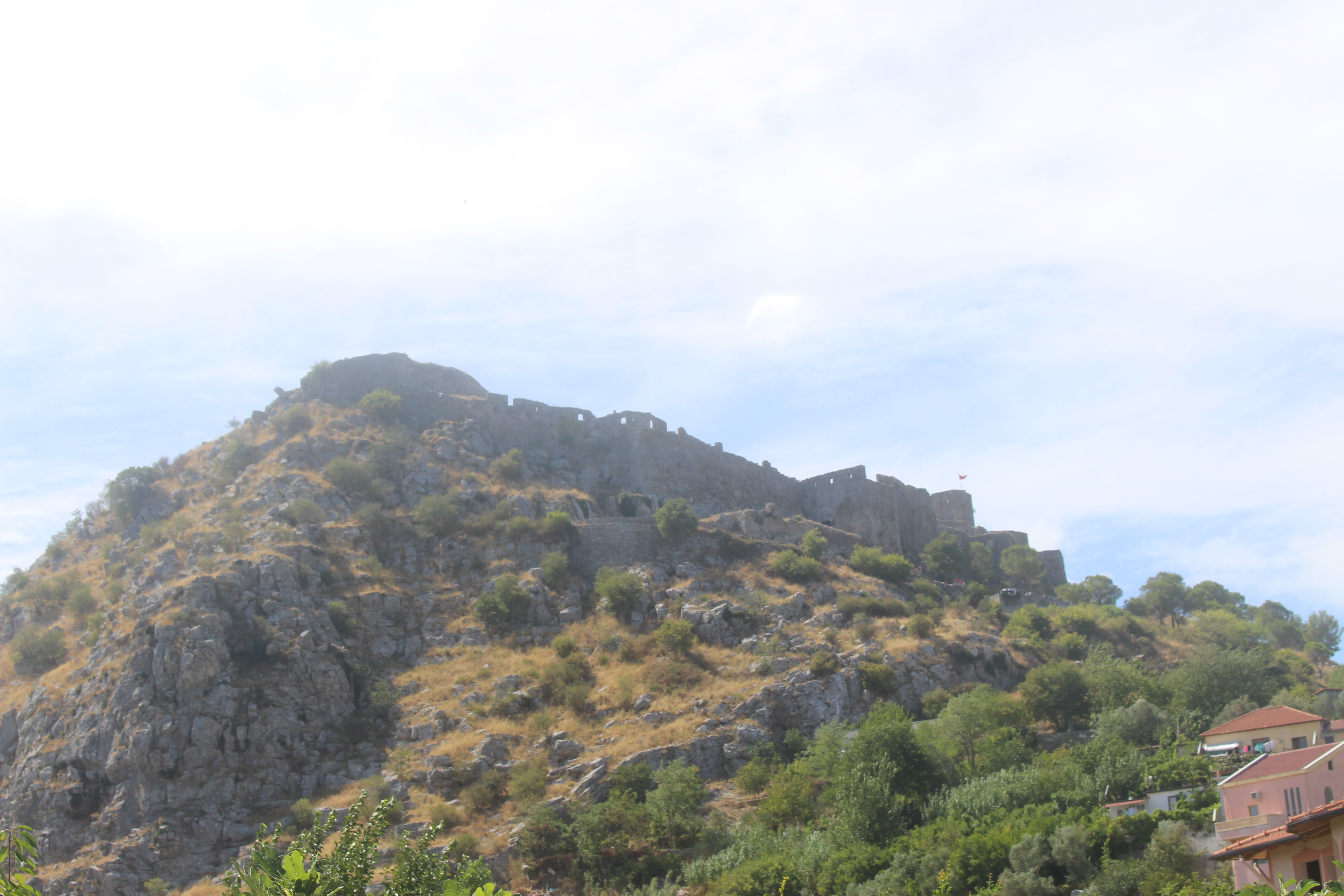
Замок Розафа